# Colin Clark (homme politique)
Colin James Clark (né le 20 mai 1969) est un homme politique du Parti conservateur écossais et unioniste. Il est député pour la circonscription de Gordon de 2017 à 2019.  

## Biographie
Colin Clark fait ses études à la Turriff Academy, une école polyvalente, et à l'université Heriot-Watt. Il se présente dans la circonscription d'East Aberdeenshire aux élections parlementaires écossaises de 2016 et termine deuxième derrière Gillian Martin du SNP avec 29 % des voix. Il est élu au conseil de comté d'Aberdeenshire lors de l'élection partielle de 2016 et réélu en mai 2017, peu avant les élections législatives anticipées de juin où il est élu député de Gordon avec 40,7 % des voix. 
Il possède des entreprises et travaille dans les affaires et l'agriculture jusqu'à son élection à la Chambre des communes. 
En janvier 2019, il est nommé secrétaire parlementaire privé (PPS) du ministère du Travail et des Pensions (DWP). Il siège également au comité de l'Environnement, de l'Alimentation et des Affaires rurales. Le 27 juillet 2019, il est nommé sous-secrétaire d'État parlementaire pour l'Écosse et lord commissaire du Trésor dans l'administration de Boris Johnson. 
Il perd son siège au profit du candidat du SNP Richard Thomson lors des élections législatives de 2019.